# Xocavənd (stad)
Chodzjavend (Azerbeidzjaans: Xocavənd), voorheen Martoeni (Armeens: Մարտունի), is een stad in het Azerbeidzjaanse district Chodzjavend. De stad stond tot september 2023 onder feitelijke controle van de internationaal niet-erkende republiek Nagorno-Karabach en was toen de hoofdplaats van het Karabachse gewest Martoeni. Na de aanval op Nagorno-Karabach in 2023 verkreeg Azerbeidzjan controle over de stad. Martoeni telde in 2005 bijna 4900 inwoners.

## Etymologie
De naam Chodzjavend is van Perzische oorsprong. De naam Martoeni is afkomstig van de nom de guerre van de Armeense bolsjewistische revolutionair en ambtenaar Aleksandr Mjasnikjan.

## Geschiedenis
Bij opgravingen in de stad zijn een aantal graven blootgelegd die dateren uit het Neolithicum en de Bronstijd. De stad herbergt ook verschillende ruïnes van middeleeuwse kerken en andere overblijfselen van nederzettingen. Er zijn ook Chatsjkars bewaard gebleven. De oude naam Chonasjen is afkomstig van de nabijgelegen Chonasjen-rivier. In 1925 werd de nederzetting omgevormd tot een stad en omgedoopt tot Martoeni, nadat het korte tijd Nikolaevka werd genoemd, in een eerbetoon aan tsaar Nicolaas II.
In de Sovjetperiode was Martoeni het bestuurlijk centrum van van het gewest Martoeni in de Nagorno-Karabachse Autonome Oblast. Tijdens de vorming van de autonome oblast werd Martoeni en het gebied eromheen betwist tussen de Armeniërs en Azerbeidzjanen of het wel aan de Nagorno-Karabachse autonomie moest worden toegekend. Uiteindelijk trokken de Armeniërs aan het langste eind. Tegelijkertijd met de formele afschaffing van deze autonome oblast in 1991 hernoemden de Azerbeidzjaanse autoriteiten de stad in Chodzjavend. De republiek Nagorno-Karabach die op dat moment de controle had over de stad bleef Martoeni aanhouden.